# Großer Waldstein

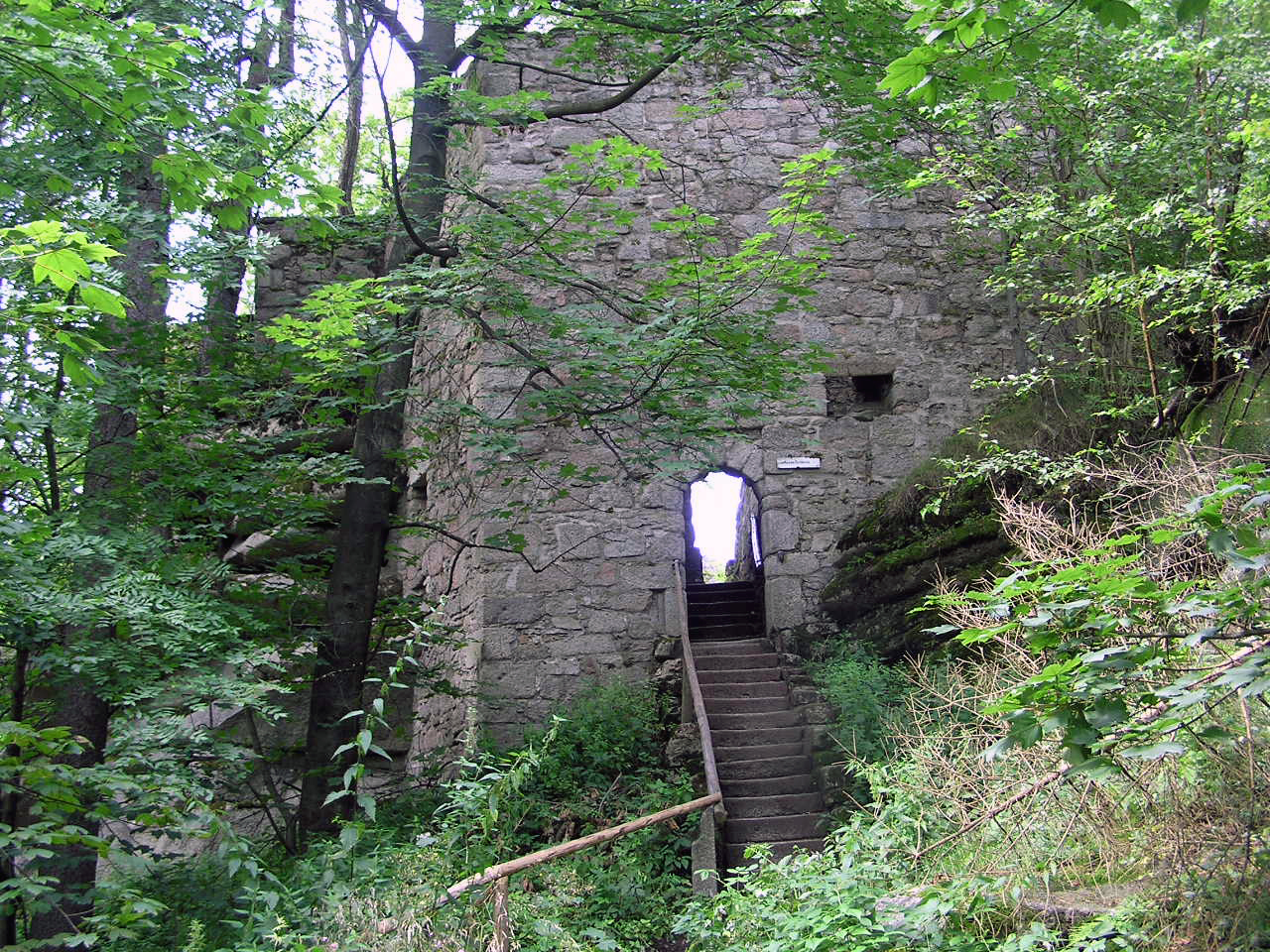
Rotes Schloss (Ruine)

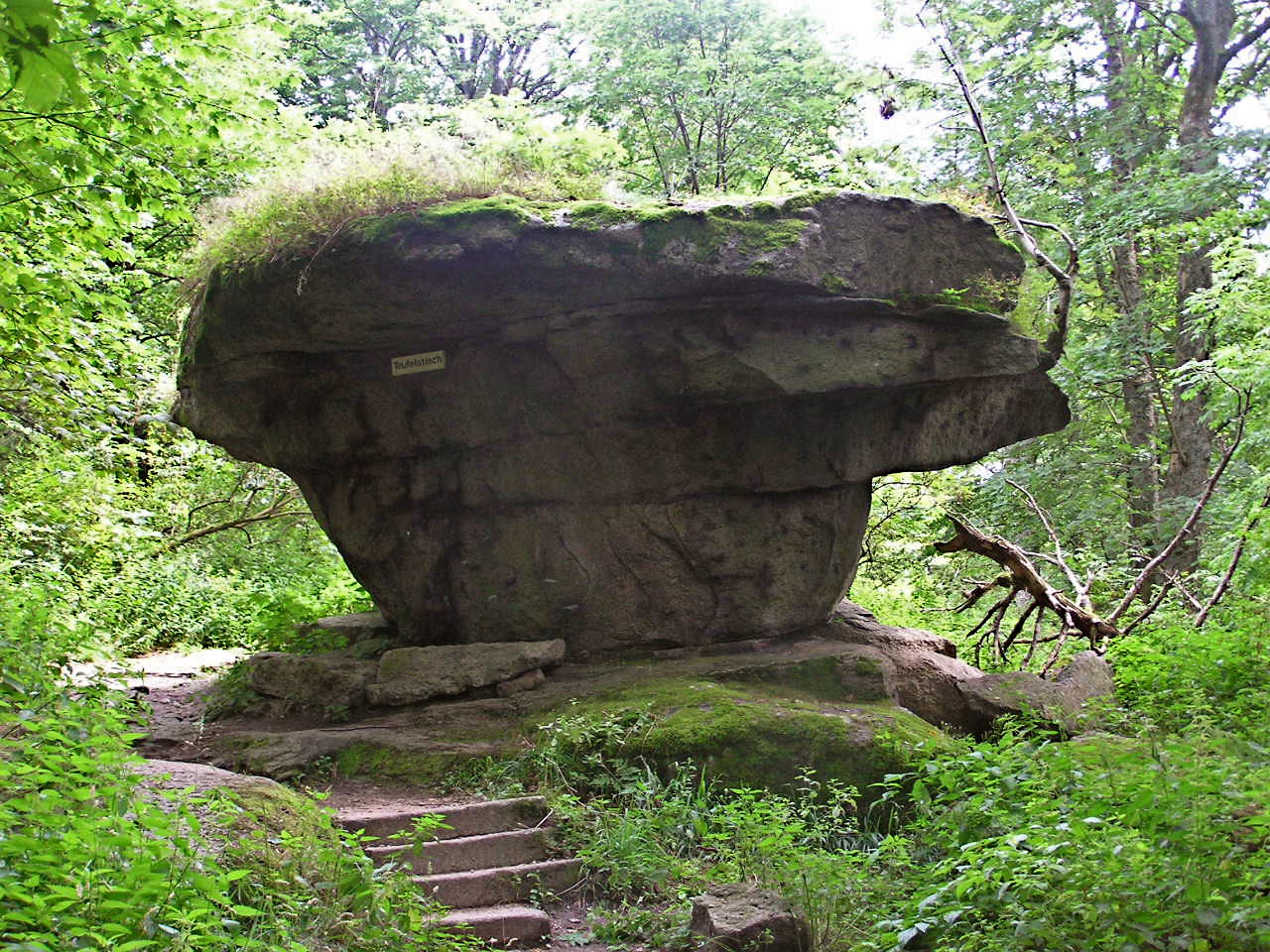
Teufelstisch

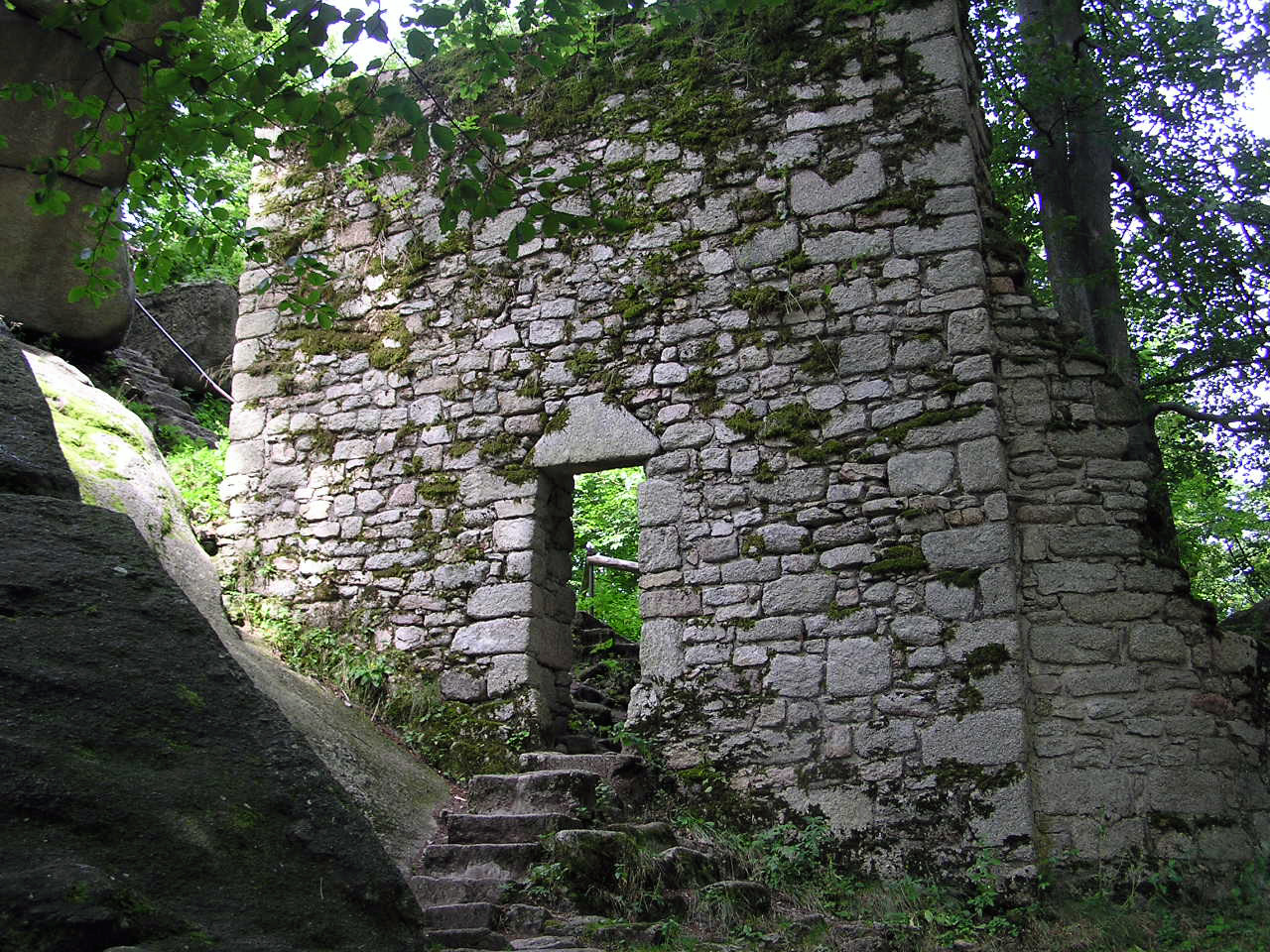
Kapellenruine

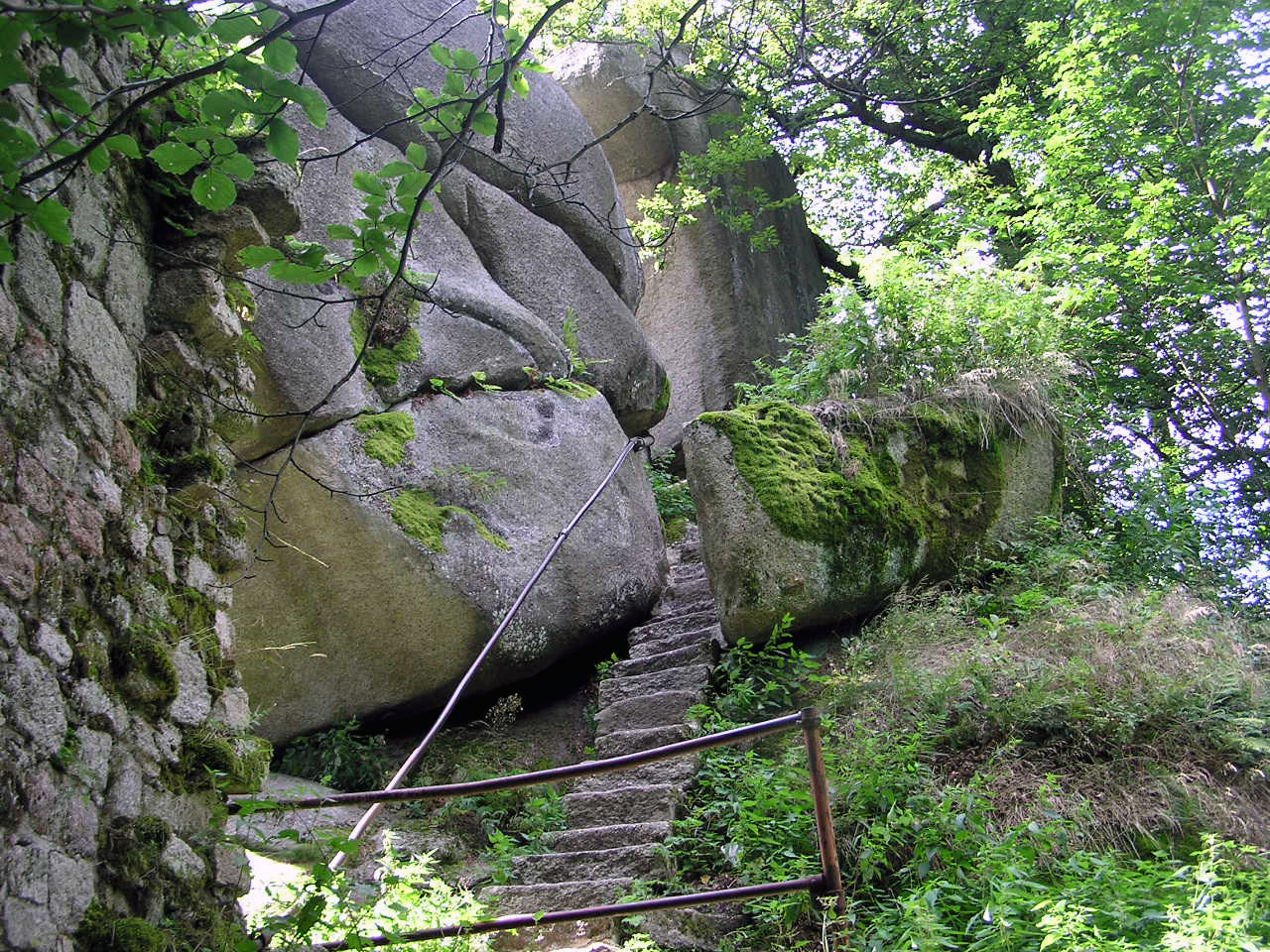
Aufgang zur Schüssel

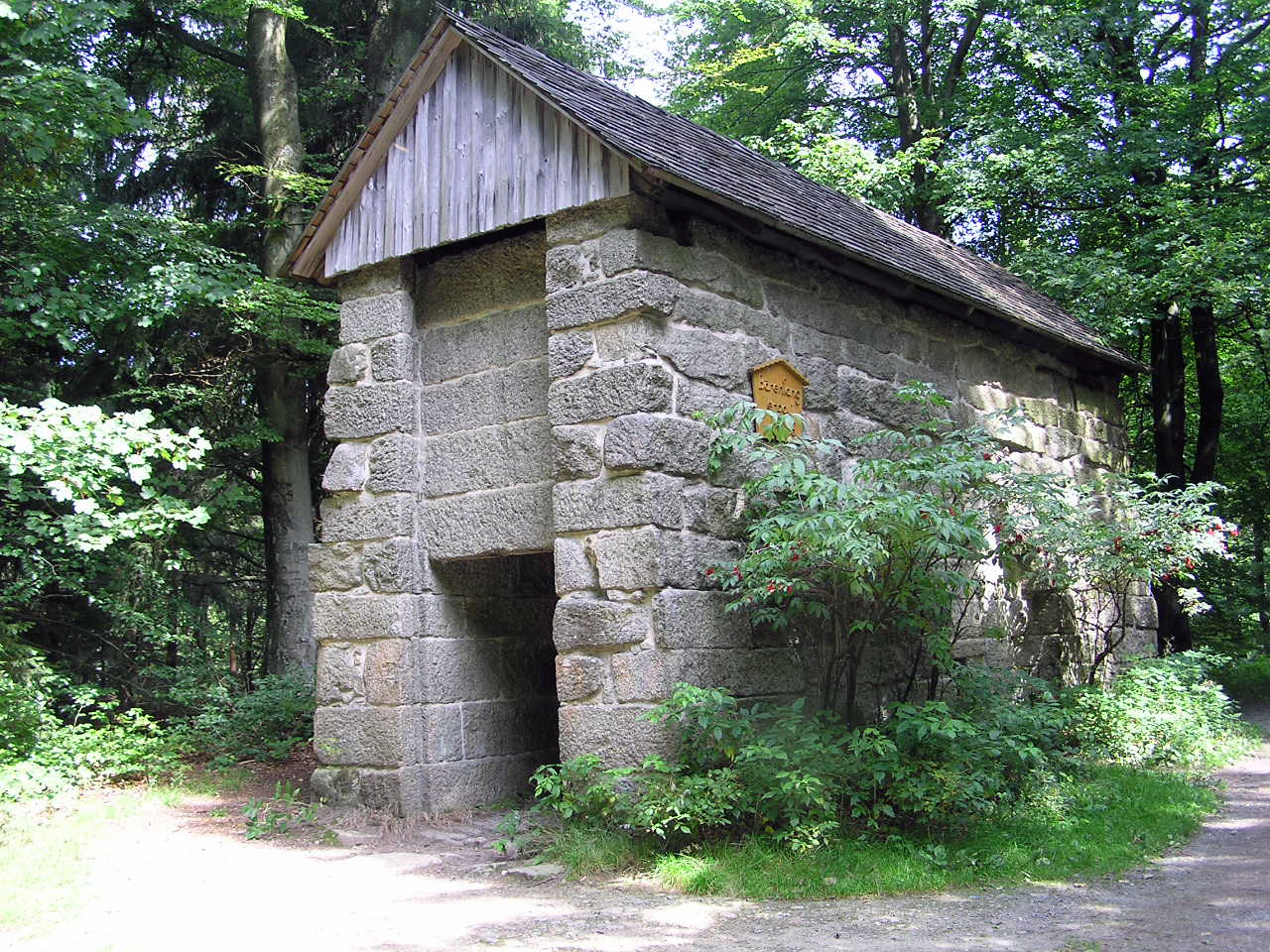
Bärenfang

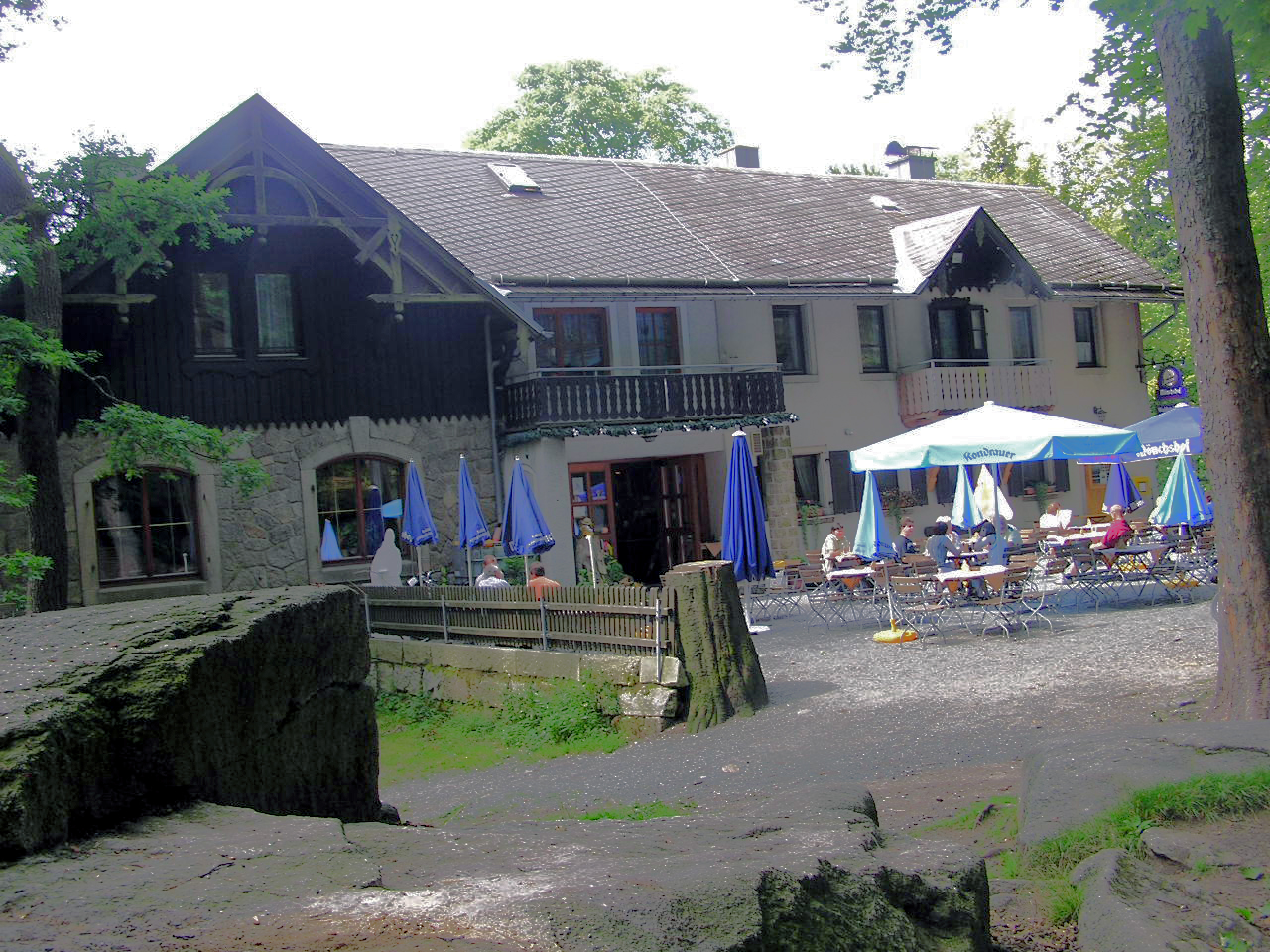
Waldsteinhaus

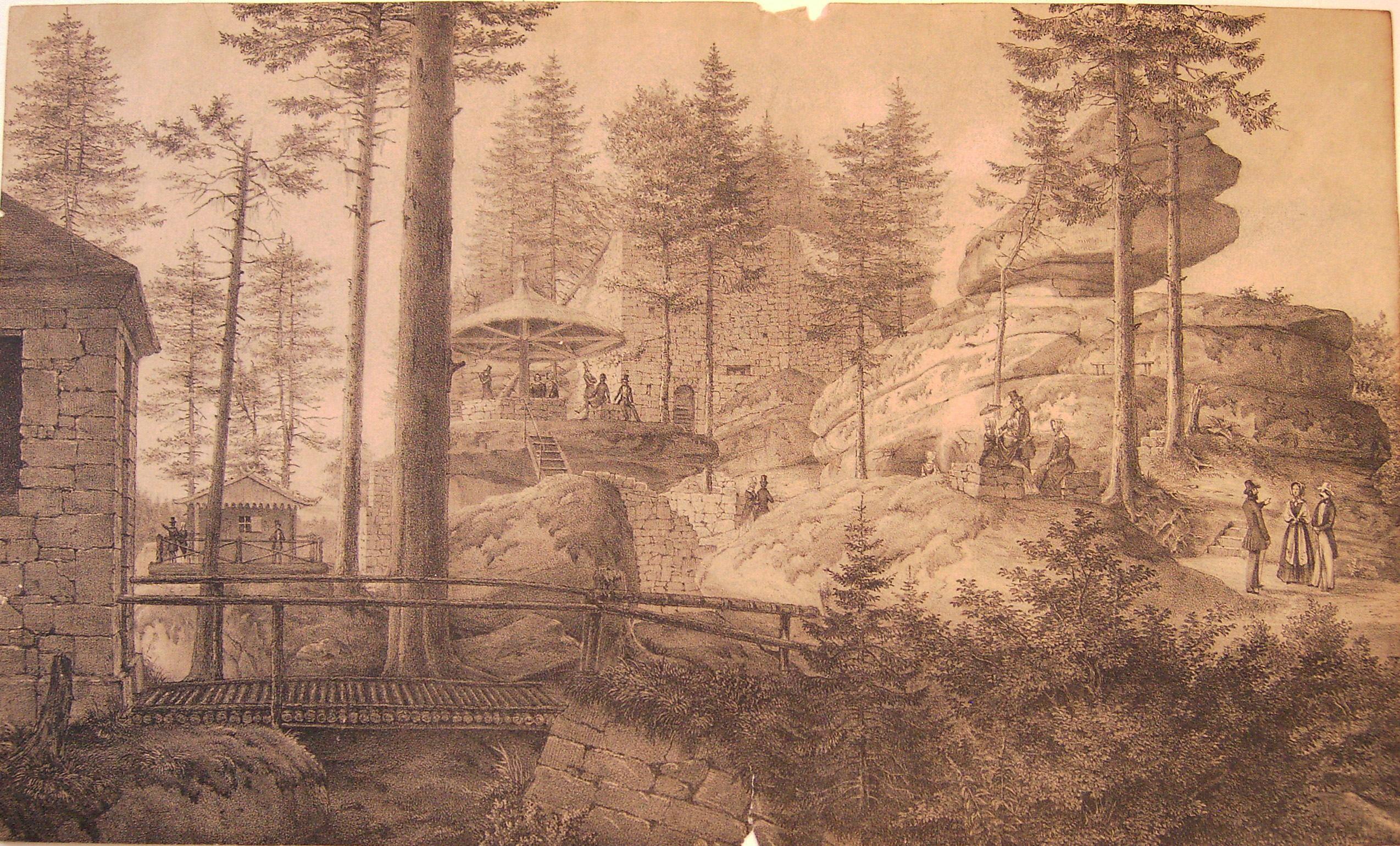
Lithografie von Georg Könitzer, die den Pavillon auf dem Teufelstisch zeigt (um 1800)

Der Große Waldstein (877 m ü. NHN) ist die höchste Erhebung des Waldsteinzuges im nördlichen Fichtelgebirgs-Hufeisen. Bekannt ist er vor allem durch seine Felsen in Wollsackverwitterung, seine Burgruinen und den einzigen erhaltenen Bärenfang der Region. Am Südwesthang bildet der Zellerfels (772 m) eine dieser typischen Felsformationen. Unweit davon entspringt die Saale und fließt in nördlicher Richtung vorbei an Zell im Fichtelgebirge.

## Lage
Im Gipfelbereich gibt es Mischwald mit altem Buchenbestand und mächtigen Felsentürmen; das gesamte Areal ist Naturschutzgebiet (20,2 ha). Markierte Wanderwege führen aus allen Richtungen zum Berg; von Weißenstadt und Sparneck aus ist das Unterkunftshaus des Fichtelgebirgsvereins, das Waldsteinhaus, auf öffentlichen Fahrstraßen zu erreichen. Von dort kann man einen Spaziergang durch den Gipfelbereich unternehmen. Auch der Jean-Paul-Weg berührt den Großen Waldstein. Der Qualitätswanderweg Fränkisches Steinreich beginnt dort.

## Geotop
Der Gipfelgrat ist vom Bayerischen Landesamt für Umwelt als Geotop 475R009 ausgewiesen. Auch der Arnsteinfelsen ist ein Geotop.
Siehe Liste der Geotope im Landkreis Hof

## Burgruine Rotes Schloss
Östlich gegenüber dem Waldsteinhaus erhebt sich eine mächtige Felswand, auf der die Reste der einst mächtigen Veste Waldstein thronen. Diese Burg wird heute oft als „Rotes Schloss“ bezeichnet, da man lange Zeit davon ausging, dass der Palas schon seit seiner Erbauung im 14. Jahrhundert mit roten Ziegeln gedeckt war. Der Name Rotes Schloss rührt vielmehr daher, dass man Teile der damaligen Burgruine im Spanischen Erbfolgekrieg (1701–1714) mit roten Ziegeln neu eingedeckt hat, um dort ein Lager zu errichten. Reste dieser Ziegel kann man noch um die Burg herum finden. Die Bezeichnung „Rotes Schloss“ ist die Erfindung des Hofer Gymnasialdirektors Helfrecht, der die Anlage in seiner 1795 veröffentlichten Arbeit erstmals so nannte, da er glaubte, dass die Burg schon immer mit roten Ziegeln gedeckt war. Da sich fast alle späteren Forscher daran orientierten, wurde der Begriff eingebürgert. Erst Karl Dietel räumte in seiner Arbeit Der große Waldstein im Fichtelgebirge mit dieser falschen Annahme auf. Durch die Burgpforte gelangt man über Steinstufen in den Innenhof, in dem sich früher verschiedene Gebäude (Torhaus, Wohnturm, Zisterne) befanden. Die Burg wurde im 14. Jahrhundert von den Herren von Sparneck erbaut und im Hochsommer 1523 vom Schwäbischen Bund zerstört (siehe auch Wandereisen-Holzschnitte von 1523). Zeitweise war das Betreten des Roten Schlosses verboten, da akute Einsturzgefahr bestand. Nach der Instandsetzung im Jahr 2008 kann man die Ruine wieder von innen besichtigen.

## Teufelstisch
Vor der Burgpforte befindet sich ein mächtiger, nach oben sich erweiternder Felsblock mit ovaler Platte, der sagenumwobene Teufelstisch. Auf der Platte dieses eigenartigen Felsmassivs kann man noch tiefe Löcher sehen, die der Sage nach von eisernen Karten herrühren, mit denen der Teufel zusammen mit Kobolden und Geistern gespielt hat. In Wirklichkeit könnte es sich bei diesen Löchern um die Spuren eines Pavillons handeln, den man im späten 19. Jahrhundert wieder abgerissen hat. Der einzige Nachweis darüber ist eine Arbeit des Kupferstechers Gerd Könitzer, der in der Mitte des 19. Jahrhunderts mehrere Stiche des Waldsteingipfels mit den Bebauungen angefertigt hat.

## Die ehemalige Ostburg
Vor dem Aufgang zum Aussichtspavillon Schüssel sind die Mauerreste einer spätromanischen, zur Ostburg gehörenden Kapelle zu sehen.
Am nordöstlichen Fuß des Schüsselfelsens befinden sich Mauerreste der Ostburg, die um 1100 angelegt und um 1300 wegen der Anlage der neuen Westburg aufgegeben wurde. Mauern des ehemaligen Bergfrieds sind noch auf dem Schüsselfelsen zu erkennen. Bei Ausgrabungen wurden auch mehrere steinzeitliche Mikroklingen, Schaber und durchbohrte Anhängerfragmente aus Jurahornstein, der im Fichtelgebirge nicht vorkommt, gefunden. Es wird daher angenommen, dass es sich beim Waldsteingipfel um einen steinzeitlichen Rastplatz gehandelt hat. Gefäßscherben und Metallgegenstände, die zu Tage kamen, zeugen außerdem davon, dass zwischen dem 8. und 10. Jahrhundert Befestigungsanlagen bestanden haben.
Die einstige Kapelle auf dem Waldsteingipfel wurde zusammen mit der Ostburg errichtet. Sie war mit kleineren Wandmalereien und Buntglasfenstern ausgestattet und beherbergte neben einer Heiligsten-Kammer einen Altar. Sie wurde nicht mit der Ostburg nach dem Bau der Westburg aufgegeben, sondern noch gut 200 Jahre weiter von Weißenstadt aus gepflegt. Sogar eine Art von Kirchweihfesten wurde dort abgehalten. Die Kapelle wurde wahrscheinlich erst beim Hussitensturm 1430 zerstört. Bei seinen Ausgrabungen in den 1960er Jahren fand Karl Dietel neben vielen steinzeitlichen Gerätschaften auch ein sogenanntes Votivrind. Man geht davon aus, dass dieses Rind Gott geopfert wurde, um die Kühe zu beschützen. Diese Vermutung wird dadurch gestützt, dass das Gotteshaus dem Heiligen Wolfgang, dem Beschützer des Viehs, geweiht war. Interessant war auch der Fund von vier Gräbern, von denen eines  leer war, in den anderen fand man die Skelette eines Mannes, einer Frau und eines Kindes. Ein Skelett, dessen Beine fehlten, wies oberhalb des Beckenknochens Spuren eines spitzen Gegenstandes auf. Dietel äußerte den Verdacht, dass man bei einer Erweiterung der Kapelle das Skelett ausgegraben und Teile beiseitegeschafft hat.

## Die Schüssel
Eine kesselartige Vertiefung auf dem höchsten Felsen des Großen Waldsteins, auf den eine Besteigungsanlage führt, gab einst dem Felsen den Namen. Dieser Name übertrug sich auf den Aussichtspavillon, der 1851 vom Revierförster errichtet wurde, als König Maximilian II. von Bayern seinen Besuch angesagt hatte, jedoch aus Zeitgründen nicht zum Waldstein kam. Der Pavillon war ursprünglich mit blau-weißen Rauten bemalt, die Öffnungen waren verglast. Die Bemalung und die Glasscheiben, von denen nichts mehr zu sehen ist, fielen der Witterung zum Opfer.

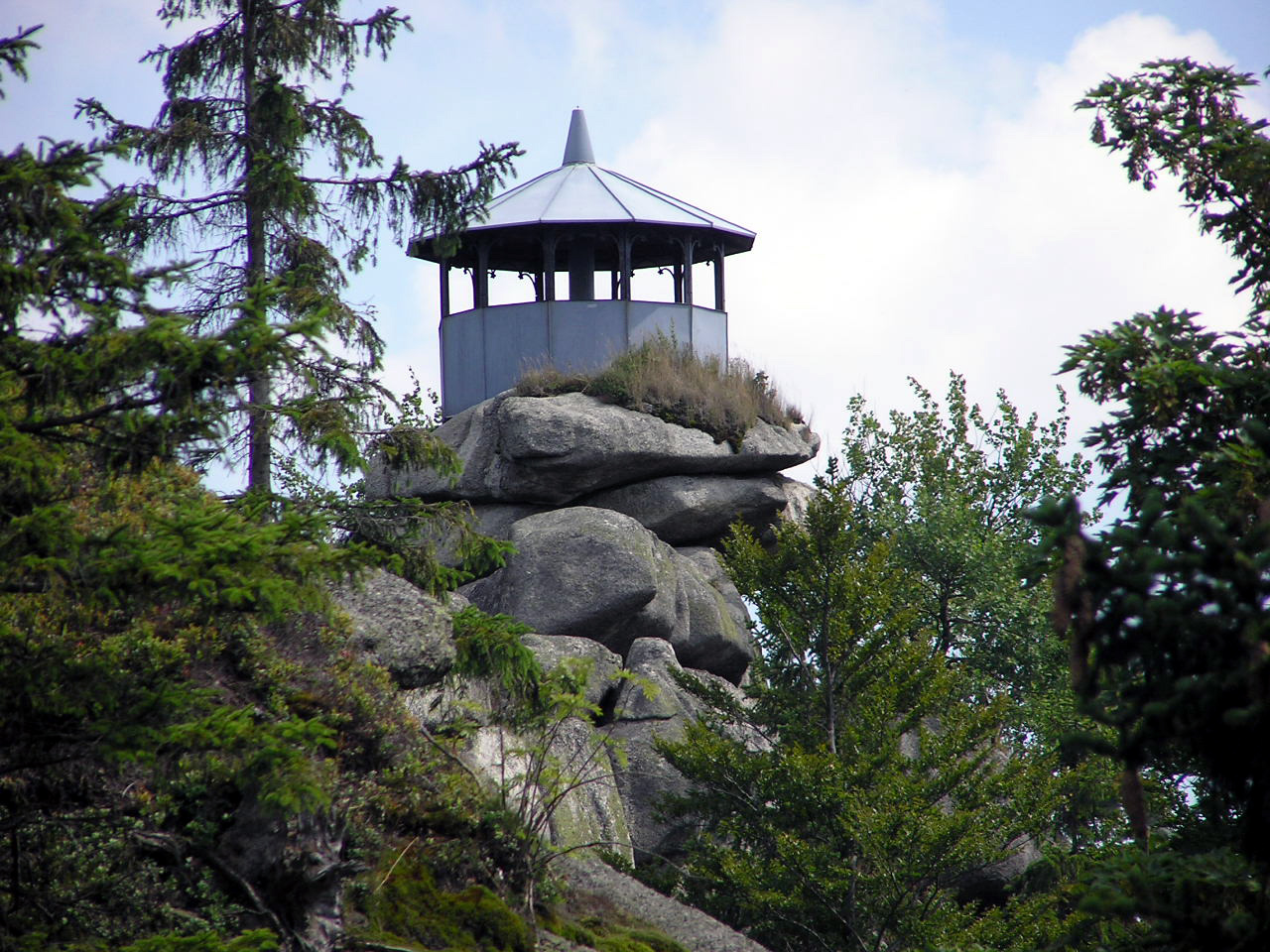
Aussichtspavillon Schüssel auf dem Großen Waldstein

## Der Bärenfang
200 m westlich vom Waldsteinhaus steht der denkmalgeschützte Bärenfang (⊙). Er wurde erstmals am 3. April 1656 urkundlich erwähnt und ist heute der einzige seiner Art in Deutschland.

## Waldsteinhaus
Das Waldsteinhaus ist ein ganzjährig bewirtschaftetes Unterkunftshaus des Fichtelgebirgsvereins in unmittelbarer Nähe des Gipfels des Großen Waldsteins auf einer Höhe von 855 m ü. NN.

## Hydraulischer Widder
Ein von den Gebrüdern Montgolfier erfundener Hydraulischer Widder pumpt seit gut 60 Jahren ohne Ausfälle Wasser auf den Waldstein. Bemerkenswert ist, dass er das ohne Motor oder Pumpe schafft, sondern nur mit der Kraft des einströmenden Wassers arbeitet. Er befindet sich etwa einen Kilometer westlich und ca. 300 Meter unterhalb des Waldsteinhauses.

## Sendeanlage
Im Oktober 1960 erfolgte der erste Spatenstich für die Sendeanlage auf dem Großen Waldstein. Im Mai 1961 ging die von der damaligen Deutschen Bundespost errichtete Anlage, deren Hauptaufgabe die Ausstrahlung des ZDF-Programms in Nordostbayern war, in Betrieb.